# FGC-9

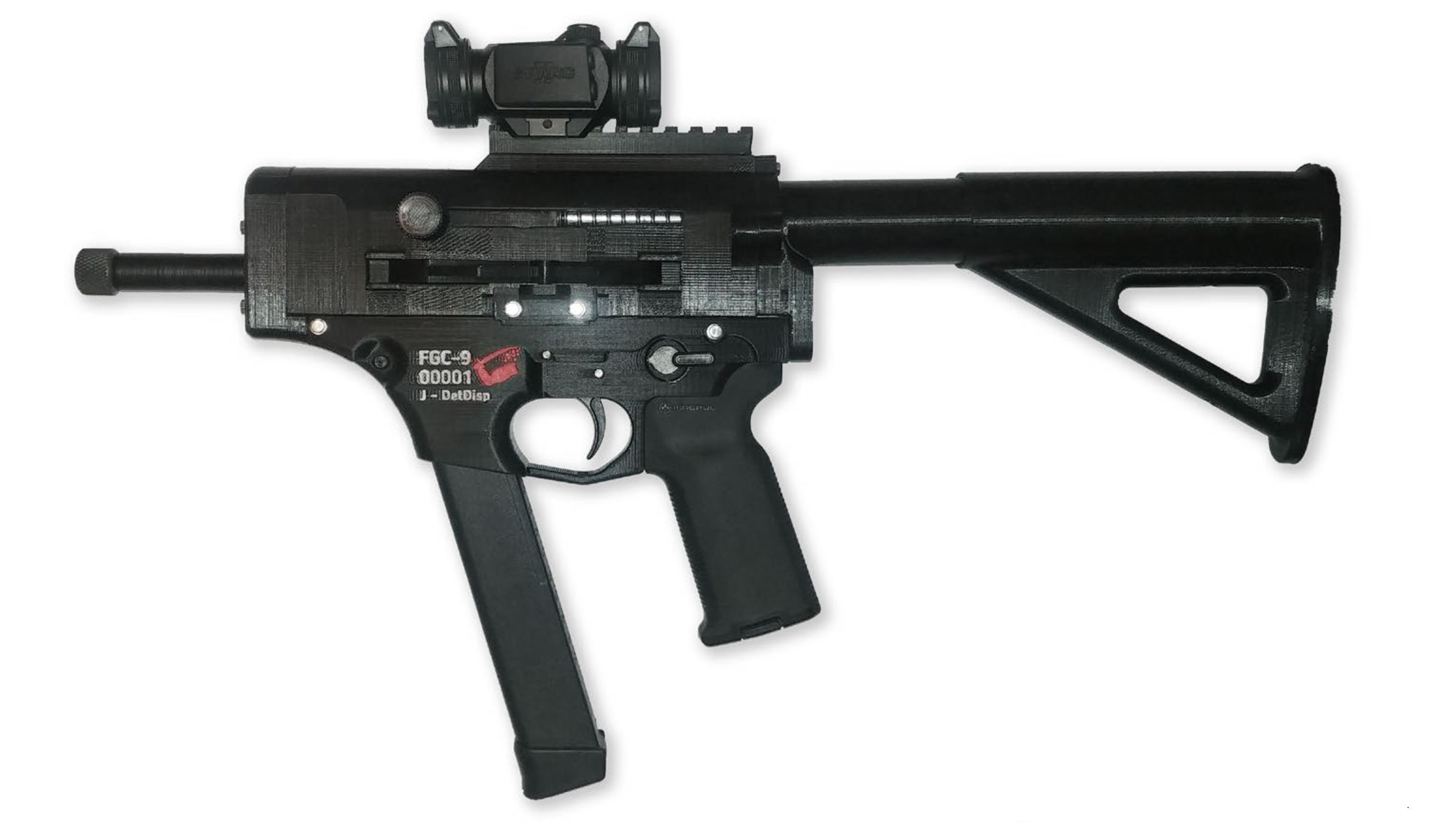
FGC-9 de Jstark1809

A FGC-9 é uma carabina semiautomática de calibre de pistola para impressão em 3D, lançada pela primeira vez no início de 2020. Foi principalmente projetada e fabricada por um designer de armas europeu de pseudônimo JStark1809. O designer criou a "pistola" com a intenção de não usar uma única peça de arma de fogo potencialmente regulamentada (de acordo com as leis da U.E.), a fim de permitir que pessoas em países com controle restrito de armas possam fabricá-la.
Os arquivos para a fabricação da arma de fogo estão amplamente disponíveis na Internet e, em outubro de 2020, não havia problemas jurídicos específicos.

## Etimologia
O nome da arma é um acrônimo para "Fuck Gun Control" ("Foda-se o Controle de Armas" em tradução livre), com o "9" referindo-se ao cartucho de 9 mm.

## Origem
O FGC-9 foi originalmente projetado e fabricado entre 2018 e 2020 por JStark1809, um designer de armas europeu, com contribuições do "grupo de desenvolvimento de arquivos de armas 3D de guerrilha" Deterrence Dispensed, e foi lançado em 27 de março de 2020 pela Deterrence Dispensed e JStark1809. O design é baseado em um design anterior para impressão em 3D - a pistola Shuty AP-9 - mas com algumas diferenças importantes. O "Shuty" depende de várias peças de armas feitas de fábrica ou extensivamente usinadas (como o cano) para ser concluído. Isso representa um desafio para os aspirantes a construtores em jurisdições que regulamentam e restringem esses componentes ou aqueles sem acesso a uma oficina de usinagem. A arma também é influenciada pelos designs SMG de Philip Luty. 

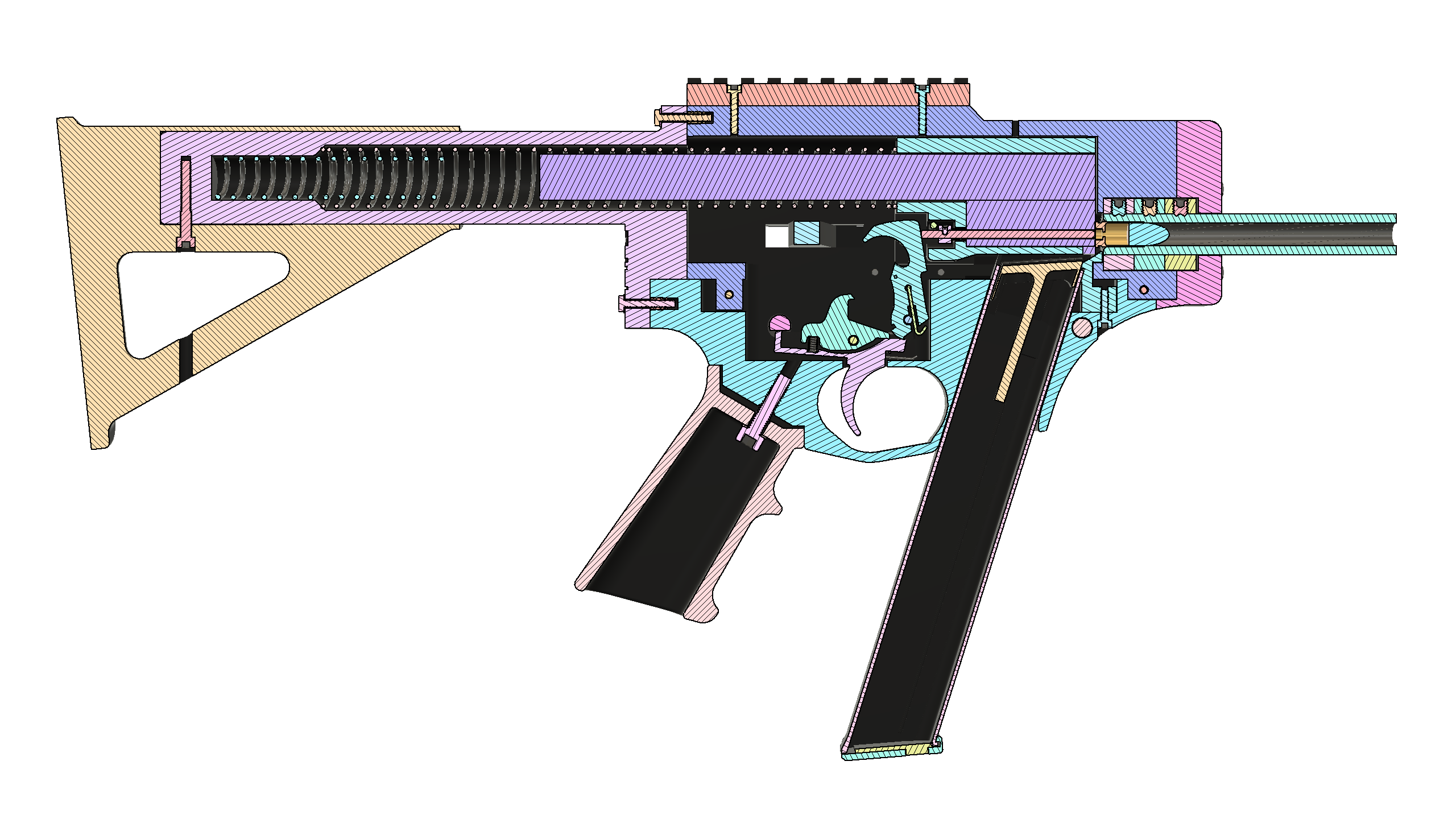
Arquivo CAD da FGC-9 MkI cortada pela metade

A FGC-9 elimina a necessidade de peças de armas feitas na fábrica ou a dependência das habilidades de fabricação avançadas do fabricante. A FGC-9 foi projetado pensando nos europeus; fixadores e materiais de construção usam o padrão métrico e estão disponíveis em lojas de ferragens. O carregador pode ser impressa em 3D e todo o design funciona sem a necessidade de peças comerciais regulamentadas. O cilindro do FGC-9 pode ser completado de várias maneiras, incluindo o método de usinagem eletroquímica facilmente adotado.  O processo de rifling eletroquímico foi iniciado pelo designer "Jeffrod" e posteriormente refinado por "Ivan The Troll". Esses fatores de simplificação, bem como as instruções detalhadas do JStark1809 sobre como construir a arma, tornam a construção de um FGC-9 simplesmente acessível para usuários não familiarizados com a fabricação de armas de fogo.

### MK. II
Com um design amplamente atualizado, o "MkII" foi anunciado pela primeira vez em 23 de outubro de 2020 pela En Bloc Press. O designer JStark1809 está produzindo o MkII com a ajuda dos designers "3socksandcrocs" e "Ivan, o Troll".

## Materiais

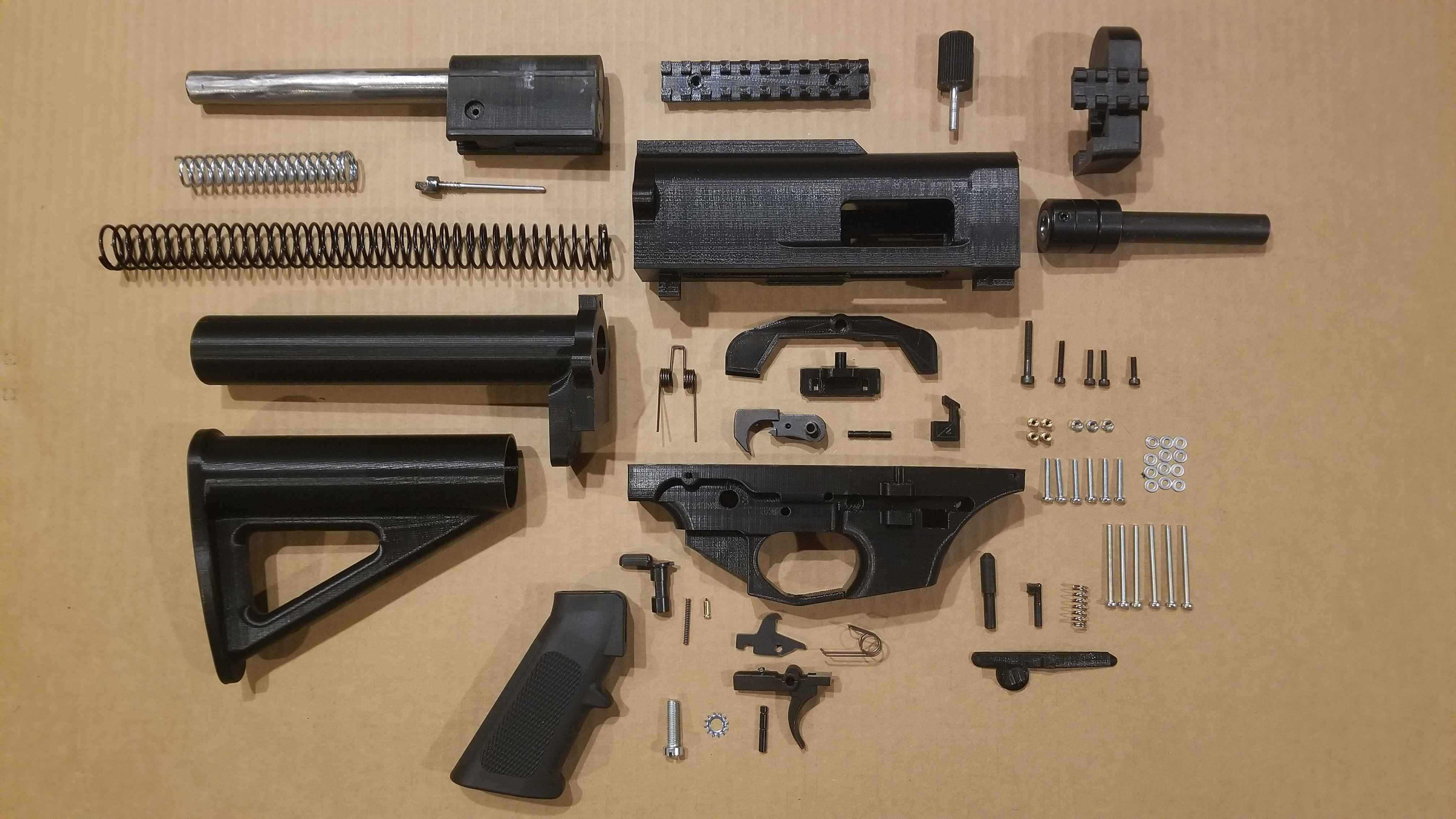
FGC-9 e seus componentes desmontados

Uma impressora 3D é crucial para a construção da FGC-9. Especificamente, muitos construtores recomendam o Creality Ender 3.  Os receptores superior e inferior da FGC-9 são totalmente impressos em 3D, assim como o cabo da pistola e a coronha. A estrutura do carregador, baseada no carregador da Glock, também pode ser impressa. Para o Mk1, um AR-15 ou sistema de gatilho airsoft modificado é necessário para o controle de fogo. O cano pode ser estriado poligonalmente por meio de usinagem eletroquímica, exigindo tubos de metal e uma pequena quantidade de ferramentas. Por último, uma variedade de pequenas molas, porcas e parafusos são necessários para tornar a arma de fogo funcional. No geral, o projetista IvanTheTroll estima o custo das ferramentas para um FGC-9 concluído, incluindo o preço da impressora (~ $ 200) e do equipamento de usinagem eletroquímica (~ $ 100), em $ 500;  em termos de tempo, JStark1809 estima que leva 1,5 a 2 semanas para construir. 

## Disponibilidade
Os arquivos de impressão 3D da arma foram lançados em código aberto no DEFCAD pela JStark1809 e, em seguida, em várias plataformas de hospedagem pela Deterrence Dispensed. Desde o lançamento, os arquivos proliferaram amplamente em sites de compartilhamento de arquivos e armas de fogo. Seus planos não foram restringidos e, ao contrário de outras armas impressas em 3D, como a Liberator, não foi contestada especificamente por organizações governamentais, embora os regulamentos sobre armas de fogo na maioria dos países ainda se apliquem ostensivamente a ela e a outras armas impressas em 3D.

## Midia
Em dezembro de 2020, JStark1809 foi entrevistado sobre a FGC-9 e as armas impressas em 3D por Jake Hanrahan da Frente Popular. Hanrahan e JStark1809 também atiraram com a FGC-9.  Em fevereiro de 2024, entrevista marcava mais de 3 milhões de visualizações.
Em outubro de 2021 uma homenagem póstuma para JStark foi postado pelo mesmo canal.
Oficialmente JStark sofreu uma parada cardíaca após uma batida policial pela polícia alemã. Dúvidas quanto a causa real foram expressas por diversas personalidades da comunidade armamentista, mesmo fora dos ciclos de impressão 3D. 